# Yoshiyuki Shimizu
Yoshiyuki Shimizu (japanisch 清水 祥之 Shimizu Yoshiyuki; * 21. November 1969 in Haruna-machi, Gunma-gun (heute Takasakishi), Gunma-ken) ist ein ehemaliger japanischer Eisschnellläufer.

## Werdegang
Shimizu wurde im Jahr 1988 japanischer Juniorenmeister im Kleinen Vierkampf und erreichte im selben Jahr mit dem dritten Platz im Großen Vierkampf seine beste Platzierung bei japanischen Meisterschaften. International trat er erstmals bei den Juniorenweltmeisterschaften 1987 in Strömsund in Erscheinung, wobei er den 17. Platz im Kleinen Vierkampf errang. In der Saison 1987/88 lief er bei den Juniorenweltmeisterschaften 1988 in Seoul auf den 13. Platz im Kleinen Vierkampf und bei der Mehrkampfweltmeisterschaft 1988 in Alma Ata auf den 20. Rang im Großen Vierkampf. Beim Saisonhöhepunkt, den Olympischen Winterspielen 1988 in Calgary, belegte er den 32. Platz über 5000 m, den 28. Rang über 10.000 m und den 22. Platz über 1500 m. Letztmals international startete er bei der Winter-Universiade 1991 in Sapporo, wobei er den 12. Platz über 1500 m und den sechsten Platz über 10.000 m errang.

## Persönliche Bestleistungen
| Disziplin | Zeit         | Datum             | Ort       |
| --------- | ------------ | ----------------- | --------- |
| 500 m     | 38,30 s      | 12. Februar 1992  | Shibukawa |
| 1000 m    | 1:16,77 min  | 22. November 1991 | Obihiro   |
| 1500 m    | 1:55,98 min  | 13. Februar 1988  | Calgary   |
| 3000 m    | 4:09,21 min  | 13. Februar 1991  | Shibukawa |
| 5000 m    | 7:01,92 min  | 7. Dezember 1991  | Matsumoto |
| 10.000 m  | 14:46,98 min | 8. Januar 1988    | Shibukawa |